# Olivia Holt
Olivia Hastings Holt, född 5 augusti 1997 i Germantown, Tennessee, är en amerikansk skådespelare och popsångare.
Holt spelade Kim i TV-serien Kickin' It och medverkade i Girl vs. Monster. Hon medverkar i TV-serien I Didn't Do It som hade premiär 2014.
2016 släpptes hennes EP Olivia.

## Filmografi
- Black & Blue
- Girl vs. Monster
- Tinker Bell and the Legend of the NeverBeast
- Same Kind of Different as Me
- Class Rank
- The Standoff
- Status Update
- Totally Killer
- Heart Eyes

TV
- Disney XD's My Life
- Kickin' It
- Shake It Up
- I Didn't Do It
- Ultimate Spider-Man
- Dog With a Blog
- Penn Zero: Part-Time Hero
- The Evermoor Chronicles
- Marvels Cloak & Dagger

Webb
- KARtv (återkommande medverkan)

## Diskografi
- 2014 – Carry On (separat singel)
- 2014 – Time of Our Lives (separat singel)
- 2016 – Olivia (EP)